# 新発田小出構造線

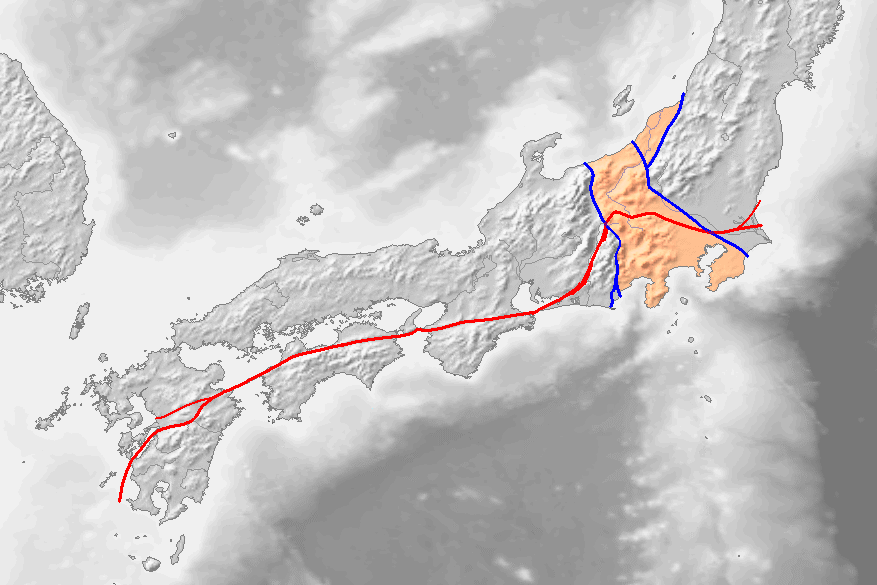
■ 右側の青線のうち上端から斜め下に伸びるのが新発田-小出構造線

新発田小出構造線（しばたこいでこうぞうせん）は、新潟県にある地質構造線である。五頭山および越後山脈と、新潟平野の境界部に位置し、北北東から南南西に向かっている。
山下 (1970)にて提唱され、東北日本の地質研究のうえで重要な構造線の1つである。